# Juliusz Kraziewicz
Juliusz Bernard Kraziewicz (ur. 20 maja 1829 w Lidzbarku, zm. 4 kwietnia 1895 w Murzynowie Leśnym) – polski działacz oświatowo-gospodarczy.

## Życiorys
Ukończył szkołę elementarną w Lidzbarku, gimnazjum w Chełmnie i szkołę rolniczą w Elblągu. Prowadził gospodarstwo rolnicze w Pierławkach, a w 1857 przeniósł się do Tymawy.
1 października 1862 z jego inicjatywy powstało Włościańskie Towarzystwo Rolnicze – pierwsza tego typu organizacja na ziemiach polskich i pierwowzór późniejszych kółek rolniczych.
12 stycznia 1865 zainicjowała działalność powołana przez niego spółka pożyczkowa, a w lipcu 1865 odbyła się zorganizowana przez niego wystawa rolnicza.
W 1866 założył Towarzystwo Gospodyń (pierwsze koło gospodyń wiejskich) w celu ocalenia lokalnego folkloru i podtrzymania świadomości narodowej w zaborze pruskim, którego pierwszą przewodniczącą została Januaria Kalkstejnowa z Klonówki.
Z jego inicjatywy 3 stycznia 1867 rozpoczęto również druk rolniczego tygodnika "Piast", który ukazywał się do 1869. Był także twórcą m.in. kasy pogrzebowej oraz giełdy zbożowej, młyna i cukrowni w Gniewie.
4 kwietnia 1895 zmarł na udar serca w Murzynowie Leśnym (powiat średzki wielkopolski). Został pochowany na cmentarzu przykościelnym w Nietrzanowie.
Jest autorem sentencji Kto kocha swoją ojczyznę, cnoty, obyczaje, niechaj strzeże tej ziemi, niech ją w skiby kraje.
Jego imię nosi Szkoła Podstawowa w Zespole Kształcenia i Wychowania w Szymbarku, a także Szkoła Podstawowa w Cedrach Małych.